# Siergiej Makarienko
Siergiej Ławrientjewicz Makarienko (ros. Сергей Лаврентьевич Макаренко, ur. 11 września 1937 w Krzywym Rogu) – radziecki kajakarz, kanadyjkarz. Złoty medalista olimpijski z Rzymu.
Zawody w 1960 były jego jedynymi igrzyskami olimpijskimi. W 1960 zwyciężył w kanadyjkowych dwójkach na dystansie 1000 metrów, partnerował mu Leonid Giejsztor. W 1963 był mistrzem świata w C-2 na dystansie 10000 metrów. W tej samej konkurencji był mistrzem Europy w 1961 i 1963.